# Funisciurus duchaillui
Funisciurus duchaillui is een zoogdier uit de familie van de eekhoorns (Sciuridae). De wetenschappelijke naam van de soort werd voor het eerst geldig gepubliceerd door Sanborn in 1953.

## Voorkomen
De soort komt voor in Gabon.